# José Tomás Henriques
José Tomás Henriques (? — ?) foi um político brasileiro.
Foi presidente da província do Pará, nomeado por carta imperial de 1 de maio de 1843, de 7 de agosto de 1843 a 20 de maio de 1844.